# Спомен, печал и трън
„Спомен, печал и трън“ е цикъл от романи на фентъзи-тематика на американския писател Тад Уилямс.
„Спомен, печал и трън“ се оказва най-успешната му творба, която допринася за цялостния вид на сегашната фентъзи литература.
На българския пазар поредицата се издава от издателство „Бард“.